# Pieter van Veen
Pieter van Veen (1 september 1947) is een Nederlands politicus van de VVD.
In 1987 werd Van Veen burgemeester van Rozendaal en vijf jaar later werd hij burgemeester van Eelde wat hij zou blijven tot die gemeente in 1998 opging in de nieuwe gemeente Tynaarlo. Hierna volgde zijn benoeming tot burgemeester van Warnsveld wat hij bleef tot die gemeente op 1 januari 2005 fuseerde met de gemeente Zutphen. Daarnaast was hij van 1999 tot 2000 waarnemend burgemeester van de nabijgelegen gemeente Ruurlo. 
Hierna is hij nog meerdere keren waarnemend burgemeester geweest: Aalten (2005), Epe (2006), Raalte (2006-2008) en Rijssen-Holten (2009-2010). Van 22 februari 2011 tot 9 januari 2012 was hij waarnemend burgemeester van Haaksbergen als opvolger van de naar Hoogeveen vertrokken Karel Loohuis. Op 1 mei 2015 begon hij als waarnemend burgemeester van de gemeente Haren (Groningen). Hij volgde waarneemster Janny Vlietstra op. Hij bleef tot de gemeentelijke herindeling in 2019.
In juli 2014 werd Van Veen geridderd in de Orde van Oranje Nassau.